# Вйончинь-Дольни
Вйончинь-Дольни (пол. Wiączyń Dolny) — село в Польщі, у гміні Новосольна Лодзький-Східного повіту Лодзинського воєводства.
Населення — 313 осіб (2011).

## Демографія
Демографічна структура станом на 31 березня 2011 року:
|          | Загалом | Допрацездатний вік | Працездатний вік | Постпрацездатний вік |
| -------- | ------- | ------------------ | ---------------- | -------------------- |
| Чоловіки | 159     | 31                 | 111              | 17                   |
| Жінки    | 154     | 22                 | 90               | 42                   |
| Разом    | 313     | 53                 | 201              | 59                   |